# Поленг – Гресік
Поленг/Мадура-Захід – Гресік – трубопровідна система, створена для подачі на схід Яви в район Сурабаї природного газу із офшорних родовищ.
У 1985-му в Яванському морі північніше від острова Мадура почалась розробка нафтових запасів ліцензійної ділянки Мадура-Захід. Першим ввели в експлуатацію нафтогазове родовище KE-5, на якому в 1993-му також розпочали продукування газу. Для видачі останнього встановлену на KE-5 центральну процесингову платформу (CPP) сполучили мультифазним трубопроводом завдовжки 65 км та діаметром 350 мм з Гресік, де розмістили установку підготовки газу. Головним споживачем товарного газу стала ТЕС Гресік (варто відзначити, що того ж 1993 року до Гресік подали ресурс по Східнояванському газопроводу, який бере початок на схід від острова Мадура). Первісно трубопровід мав пропускну здатність у 1,4 млн м3 на добу, а в 2002-му після прокладання лупінгу цей показник збільшився до 2,5 млн м3 на добу.
З 1998-го на CPP через газопровід завдовжки 12 км та діаметром 350 мм надходила продукція родовища Поленг (належить до ліцензійної ділянки Поленг). 2008 року з метою нарощування поставок ввели в дію газопровід завдовжки 70 км та діаметром 400 мм, який напряму сполучив встановлену роком раніше на Поленг процесингову платформу (PPP) із Гресік. Пропускна здатність цієї лінії становить 2,3 млн м3 на добу.
Через зазначені вище головні процесингові платформи також проходить чи проходила продукція інших родовищ, як то: 
- сполучені з CPP KE-6 (розробка почалась у 2000), KE-2 (з 2002-го по 2005-й тут провадилось спрацювання газових запасів),  KE-40 (введене в розробку у 2006);
- сполучені з PPP KE-23 (почало продукувати газ з 2004 року), KE-38, KE-32 (обидва родовища ввели в експлуатацію у 2008-му), KE-39, KE-54 (запущені в 2010-му).
З 2005-го на платформі CPP, а з 2010-го на платформі PPP працюють компресорні потужності, які дозволяють підтримувати поставки в умовах виснаження родовищ та, відповідно, падіння тиску.
В 2011 – 2016 роках середні поставки газу з ліцензійних ділянок Мадура-Захід та Поленг зменшились з 5,1 млн м3 на добу до 3,1 млн м3 на добу.
Також можливо зазначити, що з 2016-го поряд з ТЕС Гресік діє завод стисненого газу Гресік, споруджений в межах проєкт поставок блакитного палива на малі острови Індонезії.